# كأس نيوزيلندا 1940
كأس نيوزيلندا 1940 (بالإنجليزية: 1940 Chatham Cup)‏ هو موسم من كأس نيوزيلندا. فاز فيه Waterside Karori ‏.